# Flann O’Brien

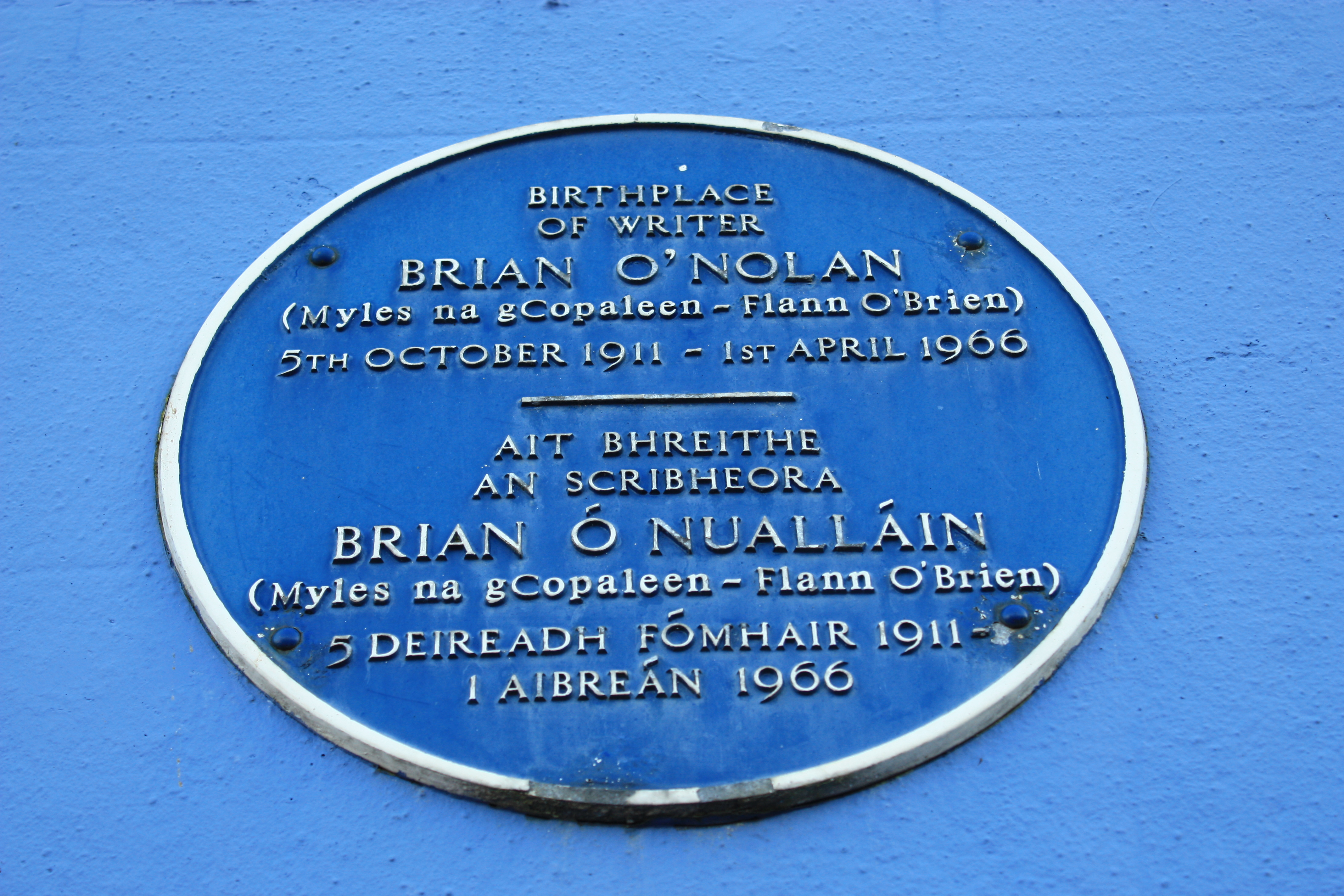
Tablica w miejscu urodzenia

Flann O’Brien właściwie Brian O’Nolan lub (irl.) Brian Ó Nuallain (ur. 4 października 1911 w Strabane, zm. 1 kwietnia 1966 w Dublinie) – irlandzki pisarz i dziennikarz. Flann O’Brien jest najbardziej znanym pseudonimem twórcy, który używał również pseudonimu Myles na gCopaleen.

## Życiorys
O’Brien tworzył głównie w języku angielskim, ale także po irlandzku. Publikował cotygodniowe, popularne felietony satyryczne w The Irish Times (zazwyczaj w języku angielskim). Za życia bardziej ceniony właśnie za teksty pisane do gazet, jednak jego twórczość oceniali pozytywnie współcześni mu pisarze – Graham Greene, Samuel Beckett i James Joyce.
Najbardziej znaną jego powieścią jest Sweeny wśród drzew (At Swim-Two-Birds, 1939), dzieło nawiązujące do pisarstwa Joyce’a. Książka jest skonstruowana w sposób niezwykle precyzyjny, łączy realistyczne opisy klasy średniej Dublina z elementami mitologii celtyckiej oraz dowcipami językowymi.
W opublikowanym pośmiertnie (1967), a napisanym w 1940 Trzecim policjancie (The Third Policeman) pisarz kreuje absurdalny, surrealistyczny świat, porównywalny do groteskowej rzeczywistości Alicji w Krainie Czarów. Na język polski zostało także przetłumaczone The Hard Life. An Exegesis of Squalor (Ciężkie życie), opowiadające o dorastaniu w Dublinie na przełomie XIX i XX wieku i The Dalkey Archive (Z archiwów Dalkey 2008)

## Twórczość książkowa
- 1939 Sweeny wśród drzew (At Swim-Two-Birds)
- 1940 Trzeci policjant (The Third Policeman, wydana pośmiertnie w 1967)
- 1941 An Béal Bocht/The Poor Mouth
- 1961 Ciężkie życie (The Hard Life)
- 1964 Z archiwów Dalkey (The Dalkey Archive)